# 25561 Leehyunki
25561 Leehyunki este un asteroid din centura principală de asteroizi.

## Descriere
25561 Leehyunki este un asteroid din centura principală de asteroizi. A fost descoperit pe 10 decembrie 1999 la Socorro, New Mexico, în cadrul proiectului LINEAR. Asteroidul prezintă o orbită caracterizată de o semiaxă mare de 2,73 ua, o excentricitate de 0,09 și o înclinație de 5,2° în raport cu ecliptica.